# 1547 Nele
1547 Nele је астероид главног астероидног појаса чија средња удаљеност од Сунца износи 2,644 астрономских јединица (АЈ).
Апсолутна магнитуда астероида је 10,75.